# سندول (مشيز بردسير)
سندول (بالفارسية: سندول) هي قرية تقع في إيران في البلدة المركزية. يقدر عدد سكانها بـ 69 نسمة .